# Fondation du grand-duc Henri et de la grande-duchesse Maria Teresa
La fondation du grand-duc Henri et de la grande-duchesse Maria Teresa est une association luxembourgeoise qui a pour objectif d’aider les personnes dans le besoin au Luxembourg.

## Présentation
La fondation du grand-duc Henri et de la grande-duchesse Maria Teresa existe sous ce nom depuis l'année 2001, à la suite de l'avènement au trône de ces altesses royales. En 2004, elle fusionne avec une autre fondation créée en 1981 : la fondation Prince Henri-Princesse Maria Teresa.